# Ian Pirie
Ian Pirie (Aberdeen, 20 de junio de 1966) es un actor británico, más conocido por haber interpretado al capitán Dragonetti en la serie Da Vinci's Demons.

## Biografía
Ian está casado con la actriz Victoria Donovan, con quien tiene dos hijos Daniel y Hannah Pirie.

## Carrera
En el 2002 interpretó a Charlie Simpson en la serie policíaca The Bill en el episodio "For Their Own Good", anteriormente había aparecido por primera vez en la serie en 1996 donde dio vida al detective Gofton durante el episodio "Do Not Pass Go". Ese mismo año obtuvo un pequeño papel en la película Die Another Day donde dio vida a Creep.
En el 2003 apareció como invitado en la serie médica Casualty donde interpretó a John Chalmers.
En el 2008 obtuvo un pequeño papel en la película The Dark Knight donde interpretó a un oficial del departamento de correcciones a bordo del ferry.
En el 2012 se unió al elenco recurrente de la miniserie World Without End donde interpretó a Elfric, un vengativo carpintero que toma a Merthin (Tom Weston-Jones) como su aprendiz, que es agresivo e intenta hacerle la vida imposible a Merthin. Ese mismo año obtuvo un papel secundario en la película Les Misérables donde interpretó a Babet, uno de los cuatro jefes de la organización criminal llamada "Patron-Minette".
En el 2013 se unió al elenco recurrente de la serie Da Vinci's Demons donde interpretó al capitán Nazzareno Dragonetti, hasta el final de la serie en el 2015, su personaje fue asesinado durante la última temporada.

## Filmografía

### Series de televisión
| Año         | Título             | Personaje                 | Notas                                 |
| ----------- | ------------------ | ------------------------- | ------------------------------------- |
| 2013 - 2015 | Da Vinci's Demons  | Cap. Nazzareno Dragonetti | 17 episodios                          |
| 2012        | World Without End  | Elfric                    | 5 episodios                           |
| 2010        | Misfits            | Detective Roberts         | episodio # 2.5                        |
| 2010        | Five Daughters     | Hombre                    | episodio # 1.3                        |
| 2004        | Dalziel and Pascoe | Jake Hawkins              | episodio "A Game of Soldiers"         |
| 2003        | 'Casualty          | John Chalmers             | episodio "Spiteful God"               |
| 2002        | 'The Bill          | Detective Gofton          | episodio "Do Not Pass Go"             |
| 2001        | 'EastEnders        | Reportero                 | episodio del 2 de agosto              |
| 2000        | The Knock          | Holroyd                   | episodio # 5.1                        |
| 2000        | Grange Hill        | Eric                      | 4 episodios                           |
| 1999        | Life Support       | Hombre Borracho           | episodio "Where Angels Fear to Tread" |

### Películas
| Año  | Título              | Personaje                  | Notas |
| ---- | ------------------- | -------------------------- | --- |
| 2016 | The Last Photograph | Mr. McLeod                 | junto a Vincent Regan, Danny Huston, Michelle Ryan, Jaime Winstone y Stacy Martin                            |
| 2016 | Tommy's Honour      | Willie Park                | junto a Ophelia Lovibond, Sam Neill, Peter Mullan, Max Deacon, Jack Lowden, Seylan Baxter y Peter Ferdinando |
| 2015 | Sunset Song         | Chae Strachan              | junto a Agyness Deyn, Peter Mullan, Kevin Guthrie, Niall Greig Fulton y Jack Greenlees                       |
| 2015 | Pressure            | Karsen                     | junto a Danny Huston, Matthew Goode, Joe Cole, Alan McKenna, Daisy Lowe y Gemita Samarra                     |
| 2013 | I Am Soldier        | Mayor Pritchard            | junto a Noel Clarke, Alex Reid, Miranda Raison, Tom Hughes y Allistair McNab                                 |
| 2013 | Love Unlimited      | Peter Miller               | junto a Javier Alcina, Belén López, Pedro Casablanc y Alex O'Dogherty                                        |
| 2013 | Who Needs Enemies   | Tom                        | junto a Michael McKell, Emma Barton, Kris Johnson y Glen Fox                                                 |
| 2013 | Hummingbird         | Pimp                       | junto a Jason Statham, Lee Asquith-Coe, Vicky McClure y Benedict Wong                                        |
| 2013 | The Wee Man         | Sargento de la Policía     | junto a Martin Compston, David Elliot y Steven Borrie                                                        |
| 2012 | Les Misérables      | Babet                      | junto a Hugh Jackman, Anne Hathaway, Russell Crowe, Helena Bonham Carter, Amanda Seyfried y Eddie Redmayne   |
| 2009 | Dread               | Esposo                     | junto a Jackson Rathbone, Hanne Steen, Laura Donnelly, Jonathan Readwin y Shaun Evans                        |
| 2008 | 'The Dark Knight    | Oficial de la Correccional | junto a Christian Bale, Heath Ledger, Aaron Eckhart y Michael Caine                                          |
| 2002 | 'Gangs of New York  | Líder de la Banda          | junto a Leonardo DiCaprio, Daniel Day-Lewis, Cameron Diaz y Jim Broadbent                                    |
| 2002 | Die Another Day     | Creep                      | junto a Pierce Brosnan, Toby Stephens, Rosamund Pike, Judi Dench y John Cleese                               |
| 2002 | Green-Eyed Monster  | Dave                       | junto a Emma Fielding, Fay Ripley, Hugo Speer, Gregor Truter y James Greene                                  |

### Teatro
| Año         | Obra                         | Personaje          | Director (a)  | Teatro                | Notas                                                                  |
| ----------- | ---------------------------- | ------------------ | ------------- | --------------------- | ---------------------------------------------------------------------- |
| 2011        | Black Watch                  | Lord Elgin/Oficial | John Tiffany  | National Theatre      | junto a Ross Anderson, Jack Lowden y Scott Fletcher                    |
| 2010        | Macbeth                      | Angus/Doctor       | Lucy Bailey   | Globe Theatre         | junto a Laura Rogers, Christian Bradley, Elliot Cowan y Craig Vye      |
| 2008 - 2009 | Phantom of the Opera         | Joseph Buquet      | -             | Her Majesty's Theatre | junto a Robyn North, Gareth Snook, David Lawrence y Paul Morrissey     |
| 2006 - 2007 | The Merry Wives of Windsor   | Bardolph           | Gregory Doran | RSC Theatre           | junto a Judi Dench, Simon Callow, Alistair McGowan y Rob Edwards       |
| 2005 - 2006 | The Cantebury Tales          | Marinero           | Gregory Doran | Swan Theatre          | junto a Nick Barber, Claire Benedict y Joshua Richards                 |
| 2005        | The Postman Always Rings T.. | Warder/Dawson      | Lucy Bailley  | Playhouse Theatre     | junto a Val Kilmer, Charlotte Emmerson, Joseph Alessi y Keith Bartlett |
| 2003 - 2004 | Les Miserables               | Jean Valjean       | Trevor Nunn   | Palace Theatre        | -                                                                      |
| 2002        | Macbeth                      | Seyton             | Edward Hall   | -                     | junto a Sean Bean, Samantha Bond, Barnaby Kay y Finn Caldwell          |
| 2000        | Notre Dame De Paris          | Quasimodo          | Cole Kitchen  | Dominion Theatre      | junto a Patti Russo, Dannii Minogue y Dean Collinson                   |
| 1996 - 1997 | Jesus Christ Superstar       | Peter              | Gale Edwards  | Lyceum Theatre        | junto a Joanna Ampil, Grant Anthony, Steve Balsamo y Peter Bishop      |
| -           | A Tale Of Two Cities         | Gabrielle          | -             | Theatre Royal         | -                                                                      |
| -           | Bouncers                     | Judd               | -             | Northcott Theatre     | -                                                                      |
| -           | Extremities                  | Raul               | -             | His Majesty's Theatre | -                                                                      |
| -           | Huis Llos                    | Garcin             | -             | -                     | -                                                                      |
| -           | The Ha'Penny Bridge          | George Aitken      | -             | -                     | -                                                                      |
| -           | Robin Of Sherwood            | Rey Richard        | -             | -                     | -                                                                      |
| -           | Black Sunrise                | -                  | -             | -                     | -                                                                      |